# Noah Beery Jr.
Pour les articles homonymes, voir Beery.
Noah Beery Jr., né le 10 aout 1913 et mort le 1er novembre 1994, est un acteur américain. Il est le fils de l'acteur Noah Beery et le neveu de Wallace Beery.

## Filmographie partielle
- 1920 : Les Mutinés de l'Elseneur (The Mutiny of the Elsinore) d'Edward Sloman : le jeune garçon (non crédité)
- 1930 : Les Renégats (Renegades) de Victor Fleming : jeune légionnaire
- 1933 : Rustler's Roundup (en) de Henry MacRae : Danny Brand
- 1934 : L'Héritage du chercheur d'or (The Trail Beyond) de Robert N. Bradbury :Wabi
- 1935 : Five Bad Men (en) de Clifford Smith
- 1935 : Stormy (en) de Lew Landers : Stormy
- 1936 : Parole! (en) de Lew Landers
- 1937 : Le gardien fidèle (en) (The Mighty Treve) de Lewis D. Collins
- 1937 : Après (The Road Back) de James Whale
- 1937 : Trouble at Midnight (en) de Ford Beebe
- 1937 : Some Blondes are Dangerous (en) de Milton Carruth
- 1938 : Forbidden Valley (en) de Wyndham Gittens - Ring Hazzard
- 1938 : Pensionnat de jeunes filles (Girls' School) de John Brahm - George
- 1939 : Seuls les anges ont des ailes (Only Angels Have Wings) d'Howard Hawks - Joe Souther
- 1939 : Bad Lands (en) de Lew Landers
- 1939 : Flight at Midnight (en) de Sidney Salkow
- 1939 : Parents on Trial (en) de Sam Nelson
- 1939 : Des souris et des hommes (Of Mice and Men) de Lewis Milestone - Whit
- 1940 : The Carson City Kid de Joseph Kane - Scott 'Arizona' Warren
- 1941 : Tanks a Million de Fred Guiol - Charlie Cobb
- 1941 : Le Collège en folie (All-American Co-Ed) de LeRoy Prinz
- 1943 : Top Man de Charles Lamont
- 1943 : Gung Ho! de Ray Enright
- 1948 : La Rivière rouge de Howard Hawks - Buster McGee
- 1949 :  Face au châtiment (The Doolins of Oklahoma) de Gordon Douglas
- 1950 : Les Rebelles de Fort Thorn (Two Flags West) de Robert Wise - Cy Davis
- 1950 : Vingt-quatre heures chez les Martiens (Rocketship X-M) de Kurt Neumann - Maj. William Corrigan
- 1951 : Le Dernier Bastion de Lewis R. Foster
- 1952 : À feu et à sang (The Cimarron Kid) de Budd Boetticher - Bob dalton
- 1952 : The Story of Will Rogers de Michael Curtiz
- 1953 : À l'assaut du Fort Clark (War arrow) de George Sherman - Sergent Augustus Wilks
- 1955 : La Plume blanche (White Feather) de Robert D. Webb - Lt. Ferguson
- 1956 : La première balle tue (The Fastest Gun Alive) de Russell Rouse - Dink Wells
- 1956 : L'Homme de nulle part (Jubal) de Delmer Daves - Sam
- 1957 : Le vengeur agit au crépuscule (Decision at Sundown), de Budd Boetticher
- 1961 : Au nom de la loi  : saison 3 épisode 21 (El Gato)) : El Gato
- 1965 : Bonanza (TV) saison 06 épisode 30 (Lothario Larkin/Le Cougar) : Lothario Larki
- 1966 : Le Virginien :  saison 05 épisode 13: (Jim et Jim (The long way home)) : Ed Simpson
- 1967 : Hondo (série télévisée) - Buffalo Baker
- 1968 : La Brigade des cow-boys (Journey to Shiloh) de William Hale - Sgt. Mercer Barnes
- 1969 : Au paradis à coups de revolver (Heaven with a Gun) de Lee H. Katzin - Garvey
- 1969 : Le Virginien (TV) saison 8 épisode 15 (You can lead a horse to water) : Will Baxter
- 1970 : Le Virginien (TV) saison 9 épisode 11 (Follow the leader) : Morgan
- 1970 : L'Ultime randonnée (Little Fauss and Big Halsy) de Sidney J. Furie - Seally Fauss
- 1973 : Justice sauvage (Walking Tall) de Phil Karlson : Carl Pusser
- 1974 : Les Rues de San Francisco (série télévisée) - Saison 2, épisode 21 (The Hard Breed) : Marty Jensen
- 1976 : L'Homme qui valait trois milliards : La Retraite (The Bionic Badge) saison 3 épisode 20 : Officier Greg Banner
- 1982 : La Cage aux poules (The Best Little Whorehouse in Texas) de Colin Higgins - Edsel